# 中国国鉄東風4型ディーゼル機関車

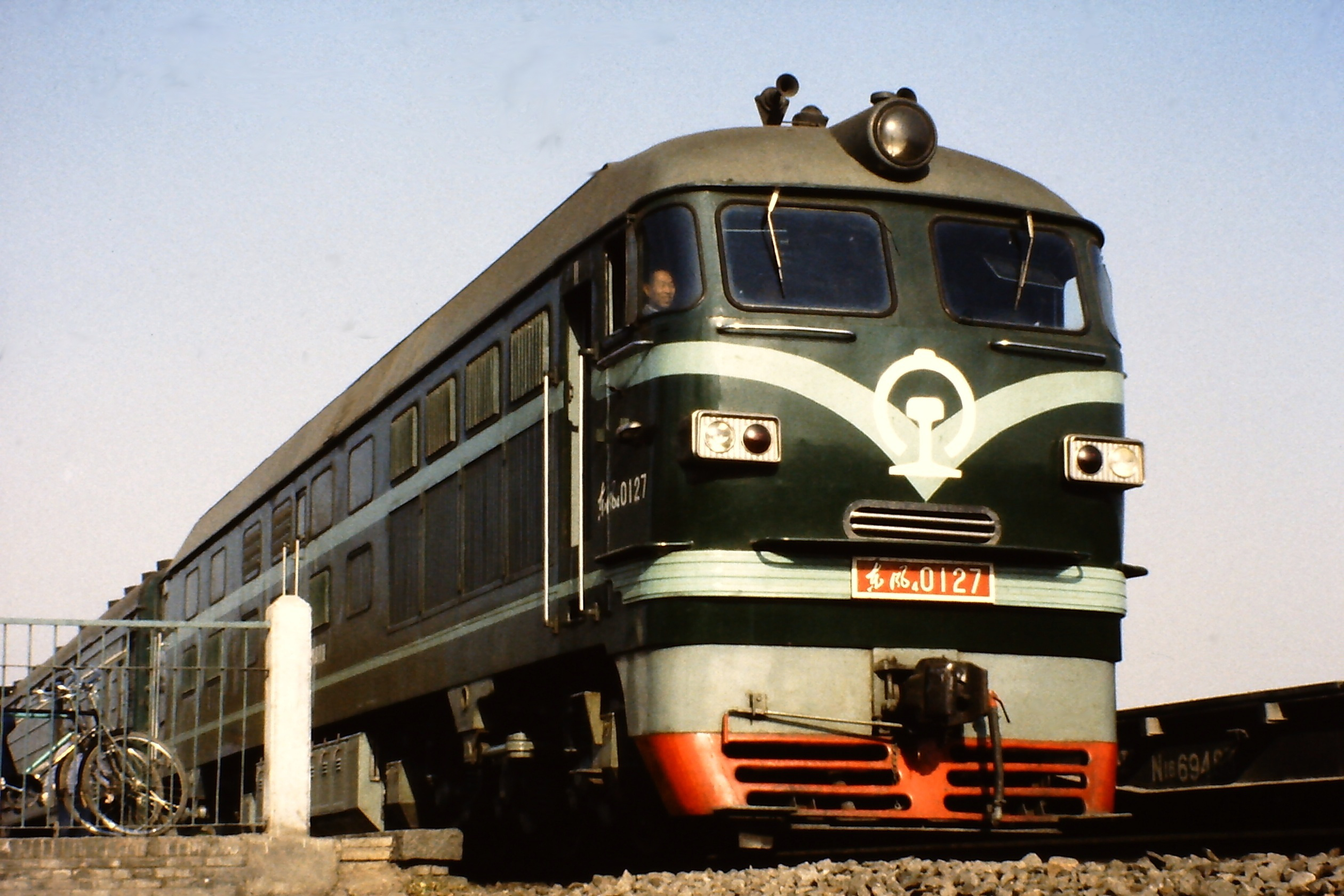
東風4型ディーゼル機関車（DF4型0127号）

中国国鉄東風4型ディーゼル機関車（ちゅうごくこくてつとうふう4がたディーゼルきかんしゃ）とは、中華人民共和国鉄道部の所有する電気式ディーゼル機関車の1系列である。
1969年に試作、1974年から生産された中国国鉄で最大勢力を誇る客貨両用の機関車で、数次に渡って改良され、日本的にいうならば「東風4系」ともいうべき各種のバリエーションが存在する。全車種交流発電機、直流電動機である。1980年代は中国初の国産ディーゼル機関車「巨龍型」をベースに量産された東風1・3型と並ぶ中国の代表的な機関車だった。
東風4B型は東風4型と東風4A型機関車の改良実験以降、1984年から大連機車廠、資陽機車廠、大同機車廠で生産された。貨物用、旅客用の各形が存在する。また東風4C型は東風4B型の出力増強型、東風4C型をさらに改良した東風4D型、東風4DK型(3000系)は東風4D型の高速型であり、東風4D型を重連型にした東風4E型が存在し、中国ディーゼル機の一大集団を形成している。また東風4型の一部は朝鮮民主主義人民共和国にも無償で供与されており、鉄道に関する宣伝映像などで確認することができ、2019年2月26日に2019年2月米朝首脳会談を開催するベトナムのドンダン駅に金正恩を乗せた朝鮮民主主義人民共和国最高指導者専用列車が到着した際はそれまで外遊に利用してた東風11Z型ではなく、東風4D型が牽引していた。
| 諸元                | 東風4B形（貨物用）     | 東風4B形（旅客用）     | 東風4C形               | 東風4D形               | 東風4DK形              |
| ------------------- | ---------------------- | ---------------------- | ---------------------- | ---------------------- | ---------------------- |
| 画像                |                        |                        |                        |                        |                        |
| 全長×全幅×全高 (mm) | 20490×3309×4500        | 20490×3309×4500        | 20840×3309×4755        | 20660×3309×4500        | 20660×3309×4532        |
| 運転整備重量        | 138t                   | 138t                   | 138t                   | 138t                   | 138t                   |
| 機関形式            | 16V240ZJB (2430kW)×1基 | 16V240ZJB (2430kW)×1基 | 16V240ZJB (2650kW)×1基 | 16V240ZJD (2940kW)×1基 | 16V240ZJD (2940kW)×1基 |
| 電動機定格出力      | ZQDR-410 (330kW)×6基   | ZQDR-410 (330kW)×6基   | ZQDR-410C (360kW)×6基  | ZD109B (540kW)×6基     | ZD106 (530kW)×6基      |
| 軸配置              | Co-Co                  | Co-Co                  | Co-Co                  | Co-Co                  | Co-Co                  |
| 定格速度            | 21.6km/h               | 29.3km/h               | 23.7km/h               | 39.0km/h               | 51.8km/h               |
| 営業最高速度        | 100km/h                | 120km/h                | 100km/h                | 145km/h                | 170km/h                |
| 定格牽引力          | 324kN                  | 230.2kN                | 312kN                  | 214.8kN                | 160.8kN                |
| 軌間                | 1435mm（標準軌）       | 1435mm（標準軌）       | 1435mm（標準軌）       | 1435mm（標準軌）       | 1435mm（標準軌）       |
| 備考                |                        |                        |                        |                        | 准高速型               |